# Marius Stankevičius
Marius Stankevičius (ur. 15 lipca 1981 w Kownie) – były piłkarz litewski grający na pozycji środkowego obrońcy.

## Kariera klubowa
Stankevičius piłkarską karierę rozpoczął w klubie Ekranas Poniewież. W 1998 roku w wieku 17 lat zadebiutował w jego barwach w pierwszej lidze litewskiej. W tym samym roku jako rezerwowy wywalczył mistrzostwo Litwy, a także zdobył Puchar Litwy. W 1999 roku był już podstawowym zawodnikiem Ekranasu, a w 2000 roku po raz drugi w karierze zdobył krajowy puchar. Do końca 2001 roku rozegrał w barwach klubu z Poniewieża 87 meczów i strzelił 3 gole.
Na początku 2002 roku Marius wyjechał do Włoch i został zawodnikiem Brescii Calcio. W Serie A zadebiutował 3 lutego w przegranym 1:4 domowym spotkaniu z Parmą. W całym 2002 roku rozegrał zaledwie 6 spotkań w barwach Brescii, a w styczniu 2003 wypożyczono go do grającej w Serie B Cosenzy Calcio. Po pół roku wrócił do Brescii, a w pierwszym składzie tego klubu zaczął grać w sezonie 2004/2005. Wtedy spadł jednak z ligi i przez kolejne trzy lata występował na boiskach Serie B i nie zdołał powrócić do Serie A. W zespole "Rondinelle" rozegrał 156 ligowych spotkań i zdobył 23 gole.
Latem 2007 roku Stankevičius podpisał kontrakt z grającą w Serie A, Sampdorią. Stał się jej podstawowym zawodnikiem i w debiutanckim sezonie zanotował 30 występów w pierwszej lidze. 6 stycznia 2010 roku piłkarz został wypożyczony do hiszpańskiej Sevilli, a 31 sierpnia do Valencii.
W 2011 roku został zawodnikiem S.S. Lazio, a w 2013 roku przeszedł do Gaziantepsporu. Z kolei w 2014 roku został piłkarzem Hannoveru.
W 2015 roku podpisał kontrakt z Córdoba CF, a w 2016 roku został piłkarzem ACR Siena 1904. Ostatni kontrakt w karierze podpisał w 2017 roku z AC Crema 1908.
W 2018 roku zakończył karierę.
| Sezon   | Klub              | Kraj      | Rozgrywki        | Mecze | Bramki |
| ------- | ----------------- | --------- | ---------------- | ----- | ------ |
| 1998    | Ekranas Poniewież | Litwa     | A Lyga           | 8     | 0      |
| 1999    | Ekranas Poniewież | Litwa     | A Lyga           | 18    | 1      |
| 2000    | Ekranas Poniewież | Litwa     | A Lyga           | 28    | 1      |
| 2001    | Ekranas Poniewież | Litwa     | A Lyga           | 33    | 1      |
| 2001/02 | Brescia Calcio    | Włochy    | Serie A          | 2     | 0      |
| 2002/03 | Brescia Calcio    | Włochy    | Serie A          | 6     | 0      |
| 2002/03 | Cosenza Calcio    | Włochy    | Serie B          | 8     | 0      |
| 2003/04 | Brescia Calcio    | Włochy    | Serie A          | 14    | 1      |
| 2004/05 | Brescia Calcio    | Włochy    | Serie A          | 33    | 3      |
| 2005/06 | Brescia Calcio    | Włochy    | Serie B          | 33    | 5      |
| 2006/07 | Brescia Calcio    | Włochy    | Serie B          | 38    | 3      |
| 2007/08 | Brescia Calcio    | Włochy    | Serie B          | 33    | 0      |
| 2008/09 | UC Sampdoria      | Włochy    | Serie A          | 30    | 3      |
| 2009/10 | UC Sampdoria      | Włochy    | Serie A          | 14    | 0      |
| 2009/10 | Sevilla FC        | Hiszpania | Primera División | 16    | 0      |
| 2010/11 | Valencia CF       | Hiszpania | Primera División | 21    | 2      |
| 2011/12 | S.S. Lazio        | Włochy    | Serie A          | 11    | 0      |
| 2012/13 | S.S. Lazio        | Włochy    | Serie A          | 3     | 0      |
| 2013/14 | Gaziantepspor     | Turcja    | Süper Lig        | 29    | 0      |
| 2014/15 | Hannover 96       | Niemcy    | Bundesliga       | 29    | 0      |
| 2015/16 | Córdoba CF        | Hiszpania | Segunda División | 37    | 0      |
| 2016/17 | ACR Siena 1904    | Włochy    | Serie C          | 27    | 0      |
| 2017/18 | AC Crema 1908     | Włochy    | Serie D          | 11    | 0      |

## Kariera reprezentacyjna
W reprezentacji Litwy Stankevičius zadebiutował 4 lipca 2001 roku w wygranym 5:2 spotkaniu Baltic Cup z reprezentacją Estonii. Od tamtego debiutu był podstawowym obrońcą litewskiej kadry narodowej. 9 lutego 2005 zdobył pierwszego gola w reprezentacji, w zremisowanym 1:1 meczu eliminacji do Mistrzostw Świata w Niemczech z Bośnią i Hercegowiną. W pierwszych dwóch spotkaniach kwalifikacji do Mistrzostw Świata w RPA, z Rumunią (3:0) oraz z Austrią (2:0) zdobył po golu. Ostatni mecz rozegrał 7 czerwca 2013 roku w kwalifikacjach do Mistrzostw Świata w Brazylii w przegranym meczu z Grecją 0:1.